# Revolutionære kommunisters front
Revolutionære kommunisters front (islandsk: Fylking baráttusinnaðra kommúnista) var et islandsk trotskistisk parti, der blev grundlagt i 1970 ved omdannelse af en eksisterende socialistisk ungdomsorganisation. 

## Historie
Æskulýðsfylkingin - samband ungra sósíalista (Ungdomsfronten - unge socialisters forbund) var stiftet som Socialistpartiets ungdomsorganisation i begyndelsen af november 1938, kort efter grundlæggelsen af partiet. Fra midten af 1960'erne blev organisationen samlingssted for forskellige grupper af unge fra den yderste venstrefløj. I 1968 blev Socialistpartiet nedlagt i forbindelse med Folkealliancens omdannelse til et politisk parti, hvilket efterlod Ungdomfronten uden et klart formål. I 1970 brød organisationen med Socialistpartiets arvtager Folkealliancen og omskabtes til et politisk parti under navnet Fylkingin - baráttusamtök sósíalista (Fronten - socialisternes kampgruppe). Efter hårde interne kampe vandt den trotskistiske fraktion magten over partiet i 1976, og ansøgte om medlemskab af Fjerde Internationale i 1976, hvorefter partiet skiftede navn til Fylking baráttusinnaðra kommúnista (Revolutionære kommunisters front). 
Partiet stillede op til altingsvalgene i 1974, 1978 og 1979; det fik 0,2% af stemmerne ved de to første valg og 0,4% i 1979. 
Ved indgangen til 1980'erne var tidsånden ikke længere med venstrefløjen og Fronten oplevede faldende tilslutning. I 1984 besluttede partiet derfor at indgå i Folkealliancen, men sideløbende fortsætte med at fungere som selvstændig organisation. Året efter skiftede organisationen navn til Baráttusamtök sósíalista (Socialisternes kampgruppe) i et forsøg på at appellere bredere, men gik gradvis i opløsning i de følgende år.

## Tidsskrift
Gennem alle årene var organisationens talerør tidsskriftet Neisti.